# Polycera odhneri
Polycera odhneri är en snäckart som beskrevs av Er. Marcus 1955. Polycera odhneri ingår i släktet Polycera och familjen Polyceridae. Inga underarter finns listade i Catalogue of Life.